# Радість

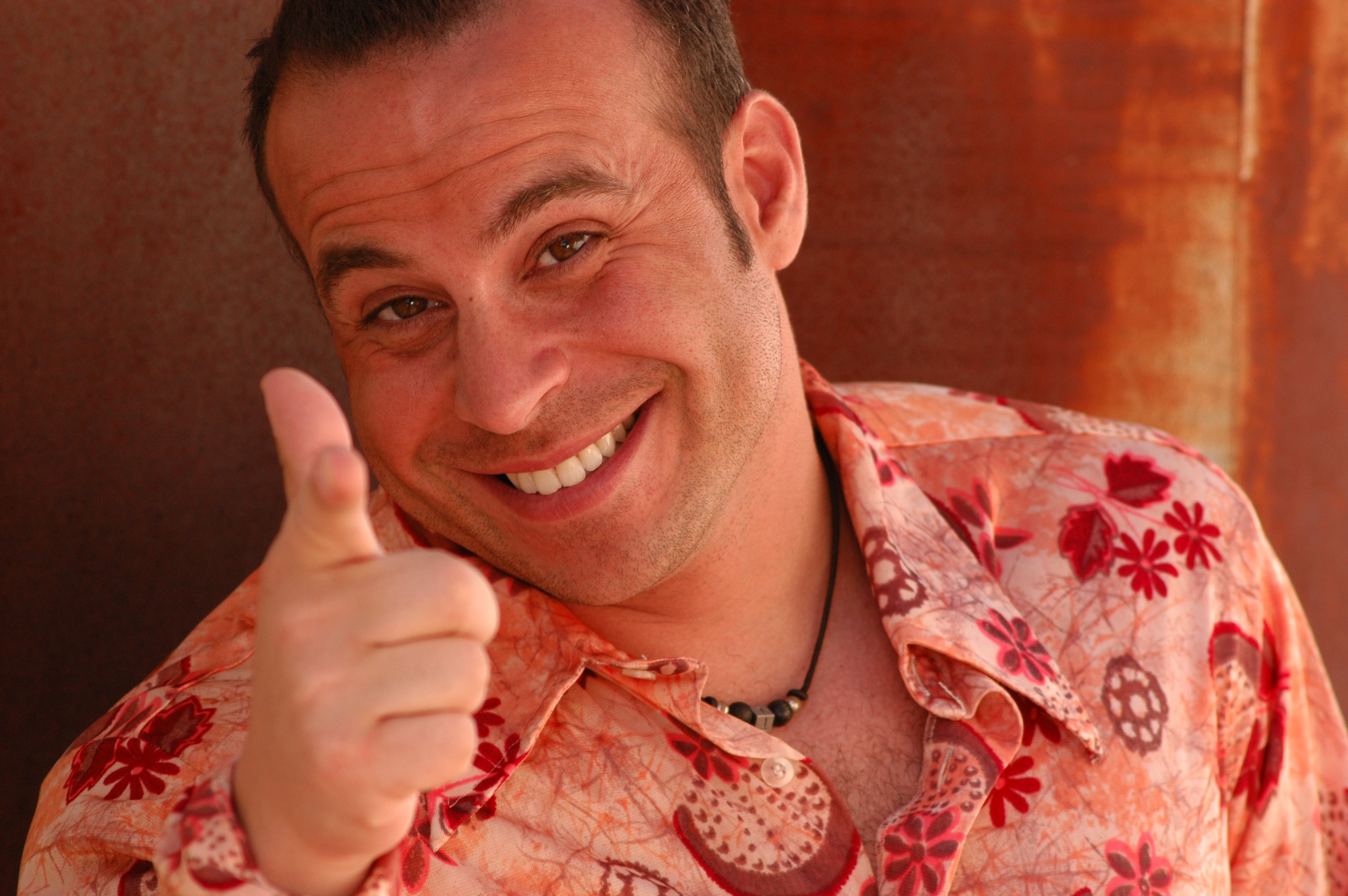
Вияв радості на обличчі і жестом великого пальця правої руки

Ра́дість — за старшими класифікаціями емоцій, представлена як одна з ранніх емоцій; за Ворреном, виступає як почуття (сентимент) чи емоційне ставлення; краще розглядається як один з двох полюсів емоції (іншим є сум / смуток), між якими емоційне життя так би мовити, коливається; як Дарвін зазначає, вона схильна виражатися в сміху. Ще одним визначення радості є: радість — це емоційний вираз великого щастя.
Кожна людина почуває потребу в радісних моментах в своєму житті. Проте, якби людина постійно перебувала в стані радості, вона не змогла б співчувати іншим і неадекватно реагувала б на стан навколишнього світу. Усмішка радості на обличчі людини — найсуттєвіший з існуючих немовних сигналів.
Радість, як правило, виникає услід за особистим успіхом чи процесом творчості, де радість не самоціль. Таким чином це задоволення своїми діями або спільними діями групи людей (перемога улюбленої спортивної команди, перемога бажаного кандидата на виборах і тому подібне). Ця емоція характеризується не тільки власним задоволенням себе, а і схваленням з боку інших осіб.
Оскільки радість може виникати в результаті ослаблення болю, нервової напруги і негативних емоцій, вона здібна викликати ваблення або прив'язаність до об'єкта, який допоміг усунути ту чи іншу негативну емоцію.